# Turmtaler

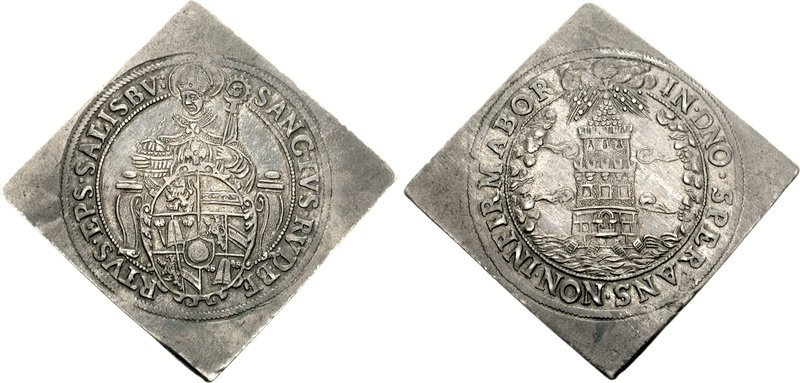
Halber Turmtaler (Klippe) o. J., Wolf Dietrichs von Raitenau, Erzbischof von Salzburg, Variante mit IN D(domi)NO SPERANS NON INFIRMABOR (Auf Gott vertrauend werde ich [der Bischof] nicht schwanken.) (Gewicht 14,37 g)

Turmtaler, auch Turmgepräge genannt, sind Münzen, die Wolf Dietrich von Raitenau, Erzbischof von Salzburg (1587–1612, gest. 1617), in den Jahren 1593 und 1594 prägen ließ. Bekannt sind Talerteilstücke, Taler und Mehrfachtaler sowie Ausführungen von Talern in Klippenform und als Goldabschläge.  Außerdem existieren Prägevarianten. Der Erzbischof ließ die Gepräge mit hoher Wahrscheinlichkeit zur Erinnerung an die Türkenkriege prägen, obwohl seine Truppen nicht unmittelbar an den Kämpfen beteiligt waren.

## Münzgeschichtliche Zusammenhänge

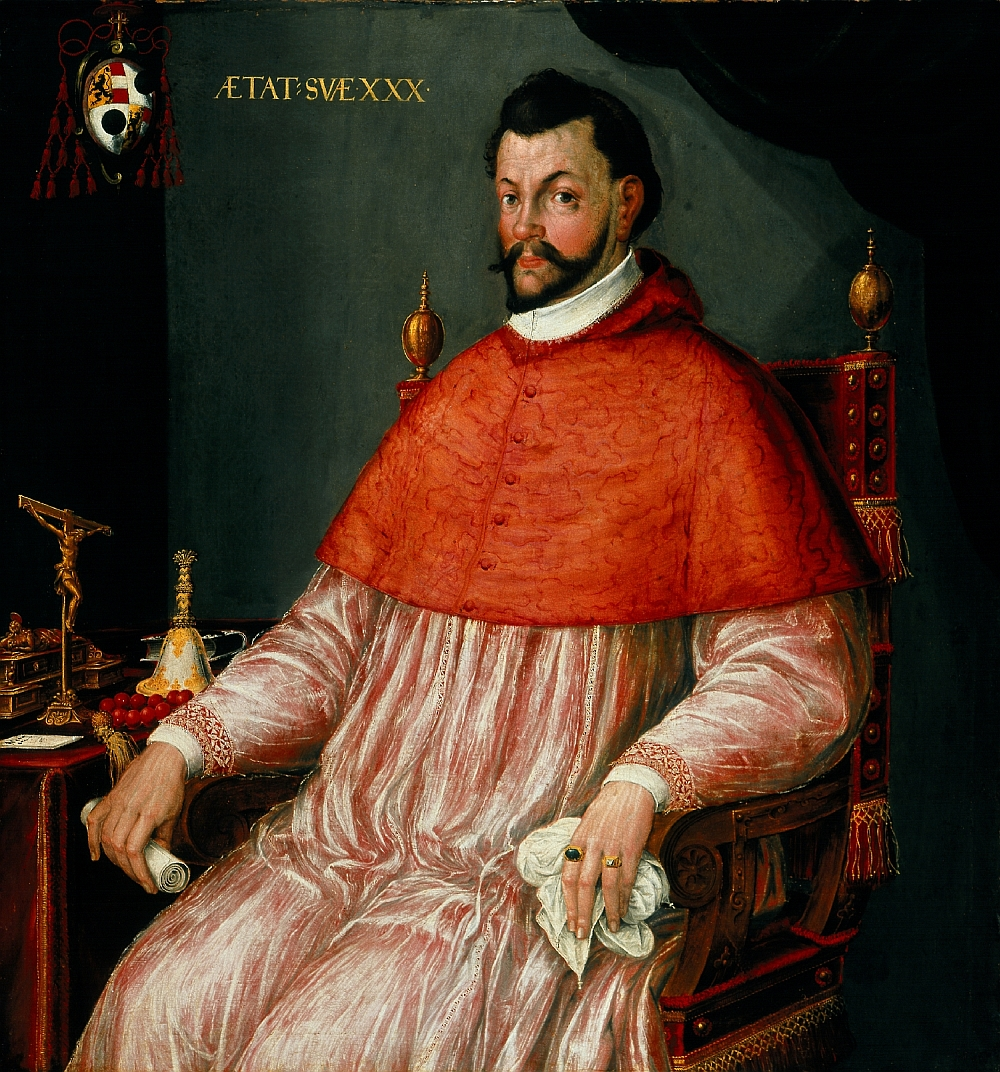
Wolf Dietrich von Raitenau ließ die Turmgepräge höchstwahrscheinlich zum Gedenken an die Türkenkriege prägen, obwohl seine Truppen nur wenig dazu beitrugen. (Gemälde von Kaspar Memberger)

In der Biographie Wolf Dietrich von Raittenau, Erzbischof von Salzburg erwähnt Karl Mayr-Deisinger die Hilfe Raitenaus für den Kaiser Rudolf II. (1576–1612) im Kampf gegen die Türken. Demnach war der Erzbischof zuerst bestrebt, sich aus dem Kreisverband zu lösen, „indem er sich weigerte, auf den Kreistagen […] den Beschlüssen der Mehrheit beizutreten“. „Nach eigenem Ermessen“, so Mayr-Deisinger, „schickte er eine geringe Truppenhülfe für den Kaiser nach Ungarn gegen die Türken.“
Nach Friedrich von Schrötter waren die Truppen Raitenaus „nur bis in die Steiermark gelangt, ohne einen Türken gesehen zu haben“.
Der Turm im Münzbild der Rückseite ist heftigen Stürmen ausgesetzt. Die Umschrift RESISTIT IMMOTA ([Der Turm] blieb unbewegt.) oder eine andere Prägevariante mit der Umschrift IN DOMINO SPERANS NON INFIRMABOR (Auf Gott vertrauend werde ich [der Bischof] nicht schwanken.) sind beeindruckende Worte, die der Bischof auf seine Turmgepräge hat setzen lassen. Selbst hat er sich jedoch nicht an seine Worte gehalten. Als sich nach dem Salzburger Überfall auf die Fürstpropstei Berchtesgaden im Jahr 1611 das bayerische Heer unter Herzog Maximilian I. (1598–1651, ab 1623 Kurfürst) näherte, floh er nach Kärnten. Dort wurde er gefasst und musste als Erzbischof abdanken.

„Am Abend des 23. October floh er samt 7 Wägen mit Silbergeschirr und Kleinodien […]. Vom Capitel aufgefordert, ließ ihn Maximilian verfolgen und […] auf kärntischem Boden gefangen nehmen, zuerst auf Schloß Werfen und dann auf Schloß Hohensalzburg führen. Dort blieb er in der Gewalt des Herzogs bis zu seiner endgültigen Abdankung […]. Wolf Dietrich blieb in der Feste Hohensalzburg auf einige Zimmer beschränkt, weil man von dem unruhigen Mann neue verwirrende Praktiken befürchtete, bis an das Ende seines Lebens […].“

Die militärische Auseinandersetzung zwischen dem Fürsterzbistum Salzburg und dem Herzogtum Bayern wurde als Ochsenkrieg 1611 oder Salzkrieg bezeichnet. Die hehren Worte Wolf Dietrichs von Raitenau auf seinen Turmgeprägen stehen im starken Gegensatz zu seiner späteren Flucht beim Einmarsch der Bayern in Salzburg.
Anmerkung: In einer Künker-Auktion wurde ein 10-Dukaten-Stück (Turmprägung) von 1594 als „Geschenkmünze Raitenaus an seine Truppen“ mit der Umschrift IN DOMINO SPERANS NON INFIRMABOR (Auf Gott vertrauen werde ich [der Bischof] nicht schwanken) verkauft. Demnach symbolisiert der Turm wahrscheinlich „den Erzbischof in seiner Stand- und Wehrhaftigkeit gegenüber den Türken“. Nach einer anderen Deutung ist der Turm „ein Symbol für die katholische Kirche, die den Bedrohungen durch die Reformation standhält“. (Das 10-Dukaten-Stück ist „von größter Seltenheit“. Es erhielt einen Zuschlag von 60.000 €.)

## Münzbeschreibung

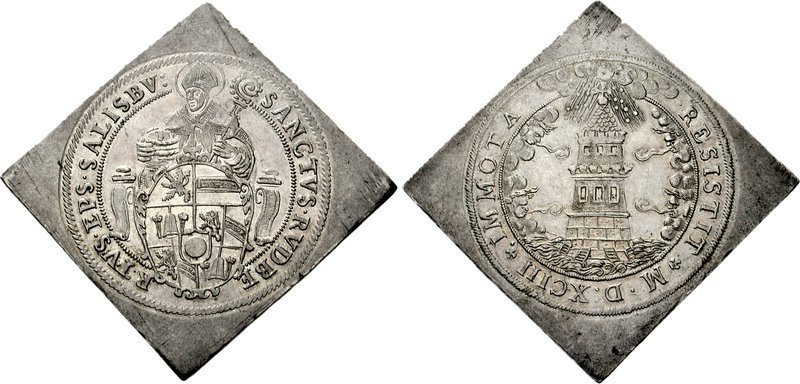
Turmtaler (Klippe) von 1593, Wolf Dietrichs von Raitenau, Erzbischof von Salzburg (44 mm × 44 mm; 28,63 g)

Die Münzbeschreibung ist auf die hier nebenstehend abgebildete silberne Reichstalerklippe von 1593 bezogen. Sie wurde ohne Münzmeisterzeichen und ohne Künstlersignatur in der Münzstätte Salzburg geprägt.
Der als Klippe ausgeführte Turmtaler hat die Abmessungen 44 × 44 Millimeter und wiegt 28,63 Gramm.

### Vorderseite
Die Vorderseite zeigt den thronenden Stiftsheiligen Rupert von Salzburg mit Mitra, Krummstab und Salzfass als Attribut hinter dem bischöflichen sechsfeldigen Wappen mit Mittelschild. Rupert von Salzburg, geboren um 650 n. Chr., war der erste Salzburger Bischof. Er gründete das Bistum Salzburg.
- Umschrift: SANCTVS • RVDBE – RTVS • EP(iscopu)S • SALISBV(rgensis)
  - Übersetzung: Heiliger Rupert, Bischof von Salzburg.

### Rückseite
Die Rückseite zeigt einen aus brandenden Wogen herausragenden Turm, der heftigen Stürmen ausgesetzt ist, die durch Köpfe personifiziert sind. Über dem Turm fällt Hagel aus Gewitterwolken.
- Umschrift: RESISTIT • IMMOTA, dazwischen die römische Jahreszahl  M • D • XCIII (1593)
  - Übersetzung: [Der Turm] blieb unbewegt.

## Nachbildung
Von der Turmtalervariante von 1594 (Durchmesser 45 mm) mit der Umschrift auf der Rückseite IN DOMINO SPERANS NON INFIRMABOR existieren als Nachprägung bezeichnete Nachbildungen von 1976 mit der Benennung „Turmtaler NP 1594/NP 1976 Wolf Dietrich von Raitenau pp“, die sich vom Original durch ein neben dem Wappen auf der Vorderseite unten links im glatten Feld vorhandenes winziges Feingehaltszeichen mit „925“  unterscheidet. Manipulationen an diesen Stücken sind daher nicht auszuschließen, die so zu Fälschungen werden. Das erhaben aufgeprägte Feingehaltszeichen bietet keine ausreichende Sicherheit gegen betrügerische Absichten, da es sich leicht entfernen lässt. Die Randgestaltung der Nachbildung weist keinen Versatz auf, was bei Originalstücken in freier Prägung selten vorkommt.
Es existieren auch „Neuprägungen“, die mit Originalen nicht zu verwechseln sind.